# Aleucanitis tincta
Aleucanitis tincta là một loài bướm đêm trong họ Noctuidae.